# Aura (roman)
Aura är en kortroman, utgiven 1962, av den mexikanske författaren Carlos Fuentes.
Det är en romantisk och drömlik berättelse som handlar om en ung man som studerar historia och svarar på en annons efter en person som behärskar franska. Han kommer till ett spöklikt gammalt hus där en åldrig förfinad dam tar emot honom. Hon har varit gift med mexikansk general under inbördeskriget på 1860-talet och önskar att den unge mannen ska ta sig an och redigera hennes makes efterlämnade anteckningar. I huset finns även den unga och vackra kvinnan Aura som är en sorts dubbelgångare av den gamla damen och som den unge mannen förälskar sig i.
Den mystiska och drömlika historien, som berättas i du-form, har mött skiftande omdömen och tolkningar hos olika kritiker. Jöran Mjöberg skriver i förordet till den svenska utgåvan: "Huvudtankarna utgörs av bilden av Kvinnan som moder till fantasin och förvaltare av hemlig kunskap samt av angreppet på temat om den personliga identiteten".